# Lycaneptia amicta
Lycaneptia amicta là một loài bọ cánh cứng trong họ Cerambycidae.